# Neugepülzig
Neugepülzig ist ein Ortsteil der Gemeinde Erlau im sächsischen Landkreis Mittelsachsen. Gemeinsam mit der benachbarten Siedlung Gepülzig bildet es eine Gemarkung, welche bereits vor 1875 zu Naundorf gezählt wurde. Mit Naundorf wurde Neugepülzig am 1. März 1963 nach Milkau eingemeindet, mit dem es am 1. Januar 1999 zur Gemeinde Erlau kam. Während Neugepülzig heute als Ortsteil von Erlau gilt, wird Gepülzig im Gegensatz dazu zum Ortsteil Naundorf der Gemeinde Erlau gezählt.

## Geographie

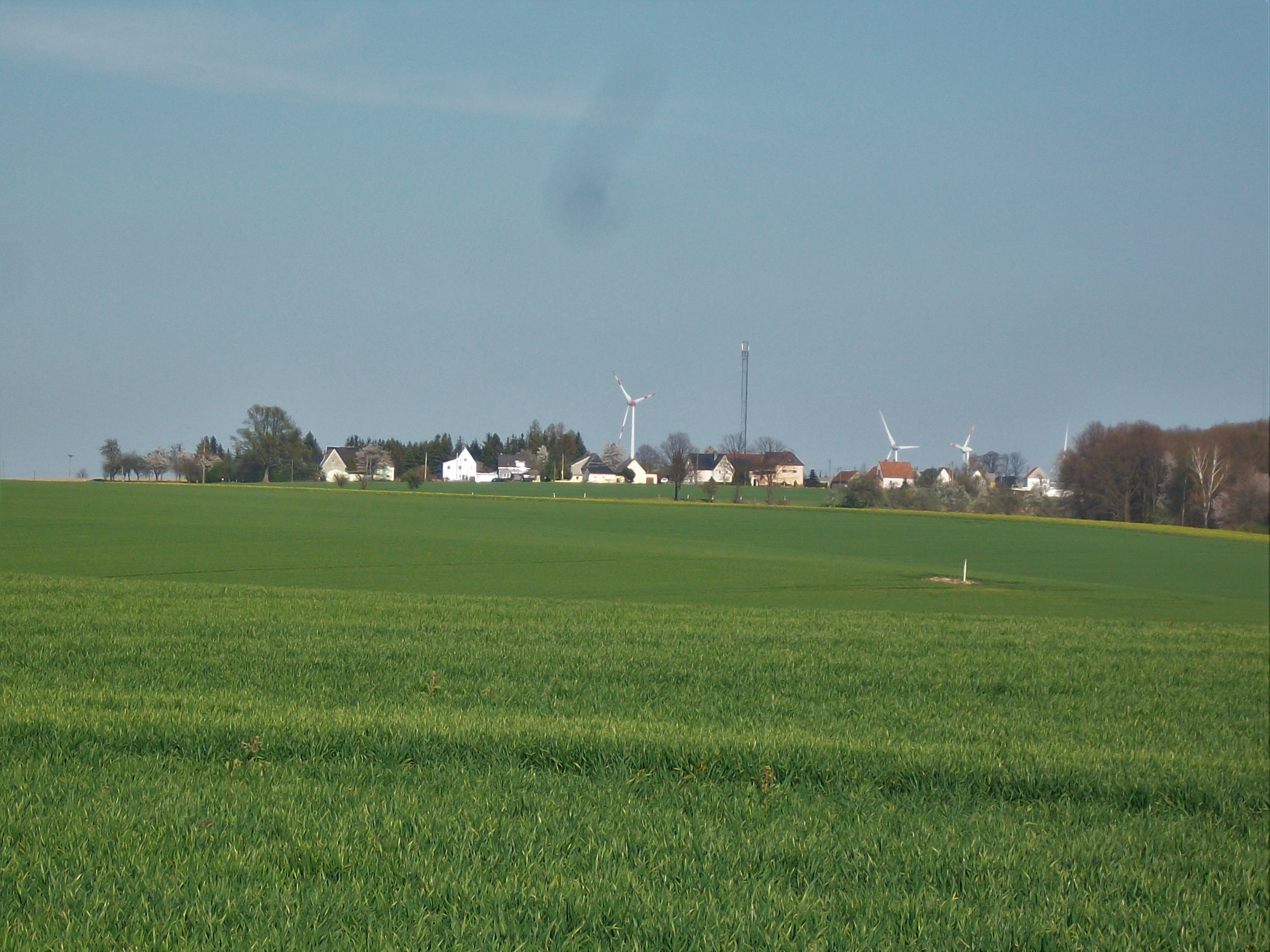
Blick auf Neugepülzig

### Geographische Lage und Verkehr
Neugepülzig liegt im Südwesten der Gemeinde Erlau. Der Ort gliedert sich in mehrere Siedlungsteile. Der Hauptteil mit der ehemaligen Winterschänke befindet sich an der Kreuzung der Staatsstraße 250 mit der Straße nach Milkau. Westlich des Hauptteils befindet sich eine Siedlung an der Straße nach Zetteritz. Östlich des Hauptteils befinden sich an der S 250 nach Erlau die Gebäude der einstigen Schäferei mit fünf Neubauernhäusern, welche allerdings in der Gemarkung Naundorf liegen.

### Nachbarorte
| Zetteritz | Gepülzig                                    | Naundorf |
|           | Kompassrose, die auf Nachbargemeinden zeigt |          |
|           | Thalheim                                    |          |

## Geschichte

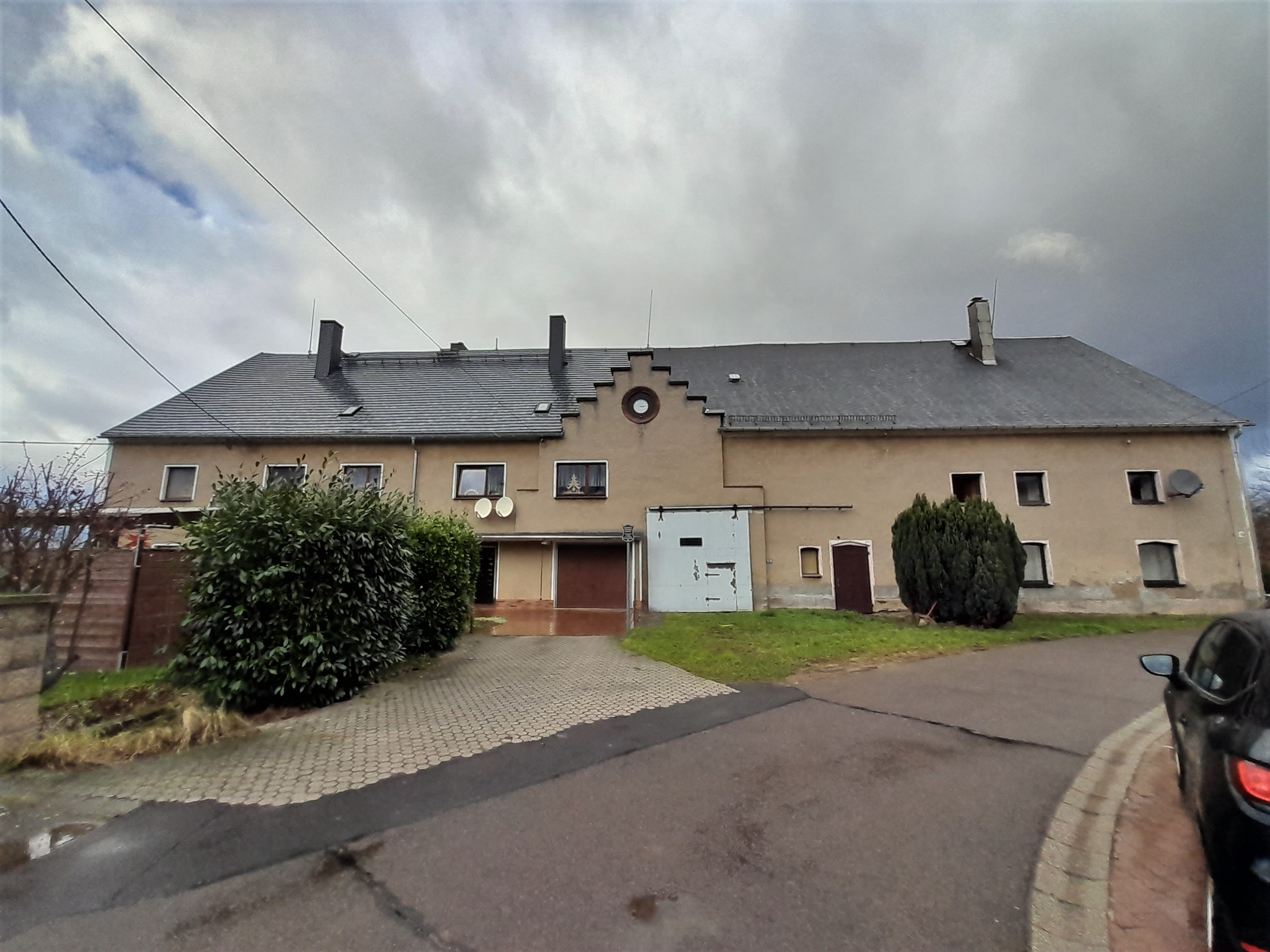
Ehemalige Schäferei Neugepülzig, vormals Vorwerk des Ritterguts Gepülzig

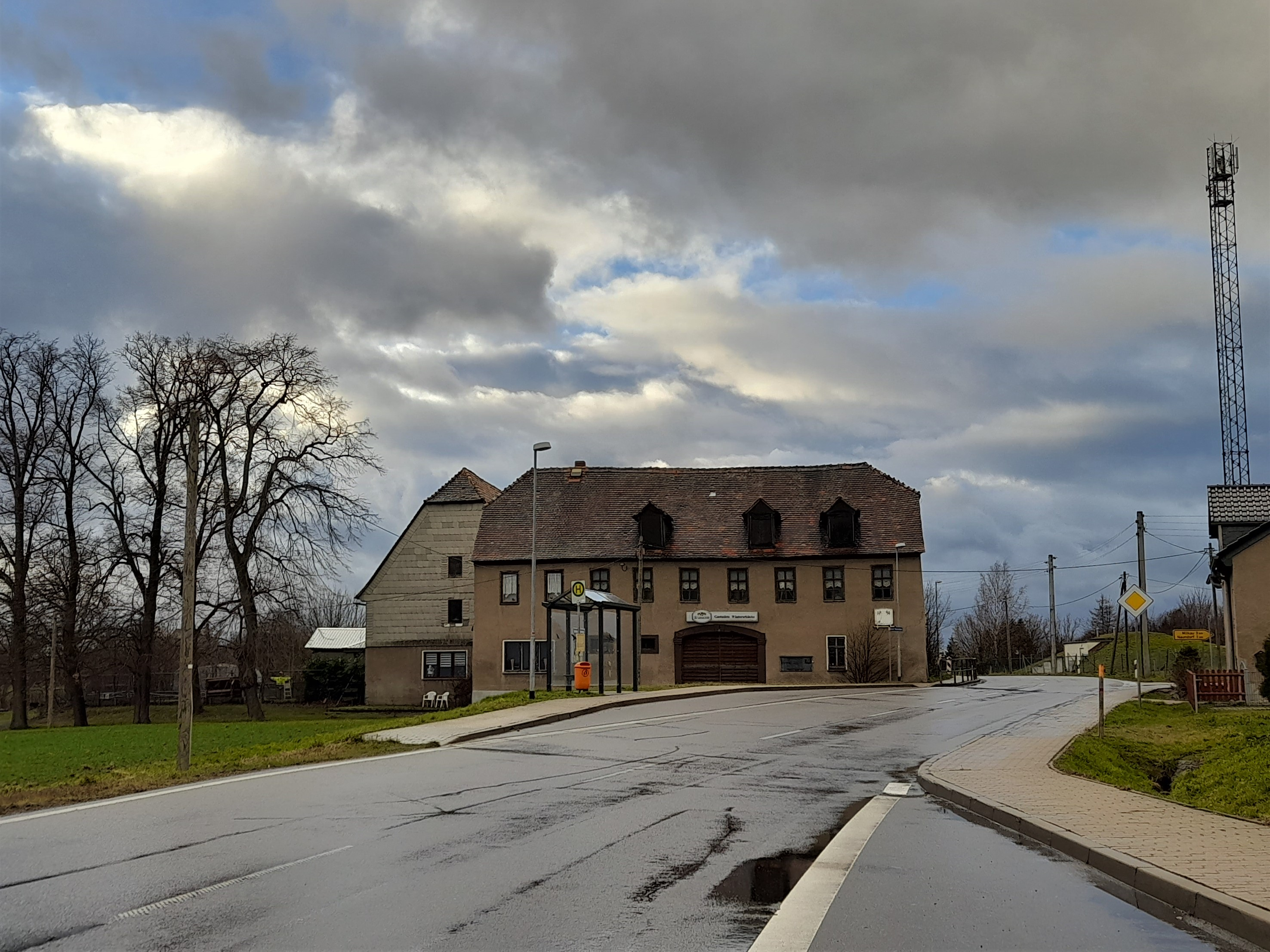
Ehemalige Gaststätte Winterschänke in Neugepülzig

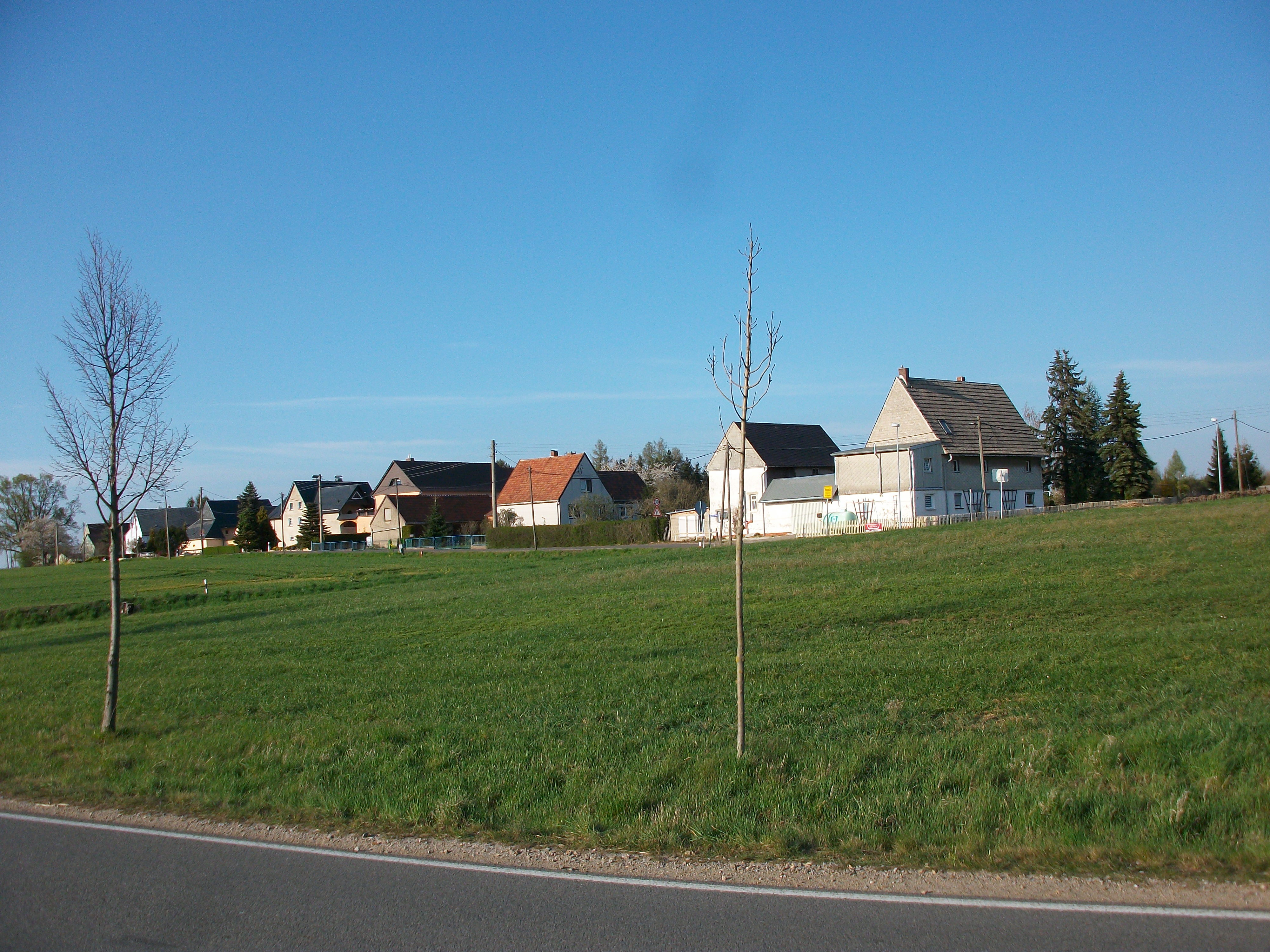
Neugepülzig, Häuser an der Zetteritzer Straße

Der Ortsname Gepülzig wurde erstmals in den Jahren 1349/1350 urkundlich unter Nennung der Herren Heinricus et Conradus de Gebulczk und im Jahr 1378 als Gebulcz erwähnt. Er bezog sich jedoch zunächst nur auf den Herrensitz bzw. das spätere Rittergut.
Der Gepülziger Rittergutsbesitzer Carl Heinrich von Pölnitz gründete 1724 mit dem Bau von fünf Häusern in der südlichen Gepülziger Flur das heutige Neugepülzig. Im Jahr 1799 werden diese Häuser urkundlich als Neu-Gepülzig oder die Schenckhäuser erwähnt. Eines dieser fünf Häuser ist das Gebäude der Neugepülziger Schmiede, welche 1755 in einem Kaufvertrag der nebenan befindlichen Winterschänke erstmals als gerichtsherrschaftliche Schmiede erwähnt wird. Hans Joachim Graf von Walwitz, der 1733 das Rittergut Gepülzig gekauft hatte, veranlasste im Jahr 1750 die Errichtung der später als Winterschänke bekannten Gaststätte in Neugepülzig. Ursprünglich erhielt sie, in Anlehnung an das Wappentier derer von Wallwitz, den Namen Zum Tannenhirsch oder später Zum Roten Hirsch, welcher sich allerdings nie einbürgerte. Westlich dieser Schenckhäuser stellte der Gepülziger Rittergutsbesitzer George Reinhard von Wallwitz zwischen 1792 und 1796 an der Straße nach Zetteritz Land zur Erbauung von sechs Häusern zur Verfügung. In Verbindung mit dem Kauf eines Grundstücks verpflichteten sich die Käufer zu Frondiensten und Abgaben an die Gepülziger Herrschaft. Der Kaufpreis der Grundstücke betrug 25 Reichsthaler. Einzig der damalige Besitzer des Gasthofs Zum Roten Hirsch (Winterschänke), Carl Friedrich Schweinitz, bekam das Bauland geschenkt.
Östlich der Schenckhäuser befand sich ein Vorwerk des Ritterguts Gepülzig. Dieses bestand ursprünglich aus drei Gebäuden. Nach dem Abriss des Wirtschaftsgebäudes blieben lediglich der Schafstall und das Wohnhaus erhalten, weshalb das Anwesen in der Umgangssprache den Namen Schäferei erhielt. Die Verbindungsstraße von Mittweida nach Rochlitz, an der die Häuser um die Winterschänke in Neugepülzig und die Schäferei lagen, wurde ab 1835 zur Chaussee ausgebaut. Zur Instandhaltung und Finanzierung dieser Straße wurden Wegewärter eingesetzt, die auch Wegegeld erhoben. Für den Wegewärter von Neugepülzig entstand 1842 ein Chausseehaus mit Schlagbaum an der Kreuzung der Straßen Mittweida–Rochlitz und Geringswalde–Wechselburg. Der Schlagbaum in Neugepülzig existierte bis 1868.
Bezüglich der Grundherrschaft gehörten die Häuser von Neugepülzig bis ins 19. Jahrhundert zum Rittergut Gepülzig, da sie auf dem zum Rittergut gehörigen Grund entstanden waren. Die Einwohner von Neugepülzig sind seit jeher in die Kirche von Großmilkau gepfarrt, da die im Jahr 1501 erstmals erwähnte St.-Leonhard-Kapelle in Gepülzig den Besitzern des benachbarten Ritterguts vorbehalten war. Neugepülzig gehörte bis in die Mitte des 19. Jahrhunderts zum kursächsischen bzw. königlich-sächsischen Amt Rochlitz. Nach Abtretung an den sächsischen Staat ging die Gerichtsbarkeit von Gepülzig mit Neugepülzig am 26. August 1852 auf das Justizamt Rochlitz über. Bei den im 19. Jahrhundert im Königreich Sachsen durchgeführten Verwaltungsreformen wurden die Ämter aufgelöst. Dadurch kam Neugepülzig im Jahr 1856 unter die Verwaltung des Gerichtsamts Rochlitz und 1875 an die neu gegründete Amtshauptmannschaft Rochlitz. Zu dieser Zeit wurden die Siedlungen Gepülzig und Neugepülzig politisch zu Naundorf gerechnet, während der Rittergutsbezirk Gepülzig noch politisch eigenständig war.
Im Jahr 1867 brannte die Schmiede von Neugepülzig komplett nieder. Anschließend wurde sie neu errichtet und bis 1955 als Schmiede betrieben. Der Schmiedebetrieb erfolgte danach bis 1966 noch in der umgebauten Scheune. Die Schüler aus Neugepülzig besuchten ab 1889 die neu errichtete Schule in Naundorf und nach deren Schließung im Jahr 1959 die Schule in Zetteritz. Im Zuge der Bodenreform in der Sowjetischen Besatzungszone ab 1945 wurde Günther Kirchner, der Besitzer des Ritterguts Gepülzig, enteignet. Da sich die Schäferei in Neugepülzig auf Gutsgelände befand, war auch sie von dieser Maßnahme betroffen. Im Gebäude der Schäferei richtete man Wohnungen für Umsiedler ein. Weiterhin entstanden an der Straße Mittweida–Rochlitz vor der Schäferei fünf Neubauernhäuser. Sie bestanden zu einer Hälfte aus einer Wohnung, zur anderen Hälfte aus einem Stall.
Durch die zweite Kreisreform in der DDR im Jahr 1952 wurde die Gemeinde Naundorf, zu der Gepülzig und Neugepülzig gezählt wurden, dem Kreis Rochlitz im Bezirk Chemnitz (1953 in Bezirk Karl-Marx-Stadt umbenannt) angegliedert. Die Gemeinde Naundorf mit Gepülzig und Neugepülzig wurde am 1. März 1963 nach Milkau eingemeindet.
Neugepülzig gehörte als Teil der Gemeinde Milkau seit 1990 zum sächsischen Landkreis Rochlitz, der 1994 im neu gebildeten Landkreis Mittweida und 2008 im Landkreis Mittelsachsen aufging. Durch den Zusammenschluss der Gemeinden Erlau und Milkau am 1. Januar 1999 wurden u. a. Naundorf und Neugepülzig zu Ortsteilen der Gemeinde Erlau. Die Ortslage Gepülzig wurde hingegen am 1. Juli 2002 als Gemeindeteil gestrichen. Die Gemarkung, in der Gepülzig und Neugepülzig (ohne die Schäferei) liegen, ist jedoch bis heute nach Gepülzig benannt. In einem Gebäude der Schäferei, die in der Gemarkung Naundorf liegt, befindet sich heute eine Luxus-Wohngemeinschaft von Studenten der Hochschule Mittweida. Die Wirtsleute der Winterschänke in Neugepülzig gaben 2012 die Gaststätte mit Erreichen ihres Ruhestands auf. Seit 2017 wird das Gebäude als Wohnhaus genutzt.